# Battaglia di La Châtaigneraie
La battaglia di La Châtaigneraie è stata una battaglia della prima guerra di Vandea combattuta il 13 maggio 1793 a La Châtaigneraie.

## La battaglia
Dopo la battaglia di Thouars (5 maggio), il consiglio degli ufficiali vandeani decise di andare ad attaccare Fontenay-le-Comte. Tutti i generali vandeani quindi partirono verso Fontenay, ad eccezione di Charles de Bonchamps che dopo aver conquistato Angers ripartì con la sua divisione del Mauges per proteggere l'Angiò.
Il 13 maggio i vandeani attaccarono La Châtaigneraie difesa dai 3 000 uomini del generale Chalbos. Dopo due ore di resistenza, i repubblicani ripiegarono in ordine ed evacuarono la città. Una volta entrati a La Châtaigneraie, i vandeani cominciarono a bruciare la ghigliottina, ma alcuni di loro iniziarono a saccheggiare la città e uccidere qualche cittadino, solo l'intervento dei loro ufficiali li riportò all'ordine. Tuttavia non mancarono altri episodi di saccheggi anche nei due giorni seguenti.